# Nuoto ai campionati mondiali di nuoto 2011 - Staffetta 4x100 metri stile libero maschile
La staffetta 4x100 metri stile libero maschile ai campionati mondiali di nuoto 2011 si è svolta presso lo Shanghai Oriental Sports Center di Shanghai, in Cina.
Le qualifiche per la finale si sono svolte la mattina del 24 luglio 2011, mentre la finale si è svolta la sera dello stesso giorno.

## Medaglie
| Posizione | Oro                                                                                          | Argento                                                    | Bronzo                                                                                                   |
| --------- | -------------------------------------------------------------------------------------------- | ---------------------------------------------------------- | --- |
| Paese     | Australia                                                                                    | Francia                                                    | Stati Uniti                                                                                              |
| Atleti    | James Magnussen Matthew Targett Matthew Abood Eamon Sullivan Kyle Richardson* James Roberts* | Alain Bernard Jérémy Stravius William Meynard Fabien Gilot | Michael Phelps Garrett Weber-Gale Jason Lezak Nathan Adrian Ryan Lochte* David Walters* Douglas Robison* |

## Record
Prima della manifestazione il record del mondo (RM) e il record dei campionati (RC) erano i seguenti.
| Record mondiale       | 3'08"24 | Stati Uniti | 11 agosto 2008 Pechino, Cina |
| Record dei campionati | 3'09"21 | Stati Uniti | 26 luglio 2009 Roma, Italia  |

Durante la competizione non sono stati migliorati record.

## Risultati batterie
| Pos. | Nazione       | Atleti | Tempo        | Batteria | Corsia | Note |
| ---- | ------------- | --- | ------------ | -------- | ------ | ---- |
| 1    | Francia       | Alain Bernard (48.37) Jérémy Stravius (1:36.24) William Meynard (2:24.47) Fabien Gilot (3:12.09)           | 3:12.09      | 1        | 4      |      |
| 2    | Stati Uniti   | Garrett Weber-Gale (48.49) Ryan Lochte (1:36.77) Douglas Robison (2:25.39) David Walters (3:13.50)         | 3:13.50      | 3        | 4      |      |
| 3    | Russia        | Vladimir Morozov (49.07) Evgeny Lagunov (1:37.19) Danila Izotov (2:25.47) Sergey Fesikov (3:13.61)         | 3:13.61      | 2        | 4      |      |
| 3    | Italia        | Luca Dotto (48.70) Marco Orsi (1:37.00) Michele Santucci (2:25.67) Filippo Magnini (3:13.61)               | 3:13.61      | 3        | 3      |      |
| 5    | Australia     | Kyle Richardson (48.92) Matthew Abood (1:36.83) James Roberts (2:25.08) Eamon Sullivan (3:13.79)           | 3:13.79      | 3        | 5      |      |
| 6    | Germania      | Steffen Deibler (49.01) Markus Deibler (1:37.07) Christoph Fildebrandt (2:25.82) Marco Di Carli (3:14.23)  | 3:14.23      | 1        | 3      |      |
| 7    | Sudafrica     | Graeme Moore (49.61) Darian Townsend (1:37.73) Gideon Louw (2:25.84) Leith Shankland (3:14.72)             | 3:14.72      | 2        | 3      |      |
| 8    | Regno Unito   | Adam Brown (49.05) Liam Tancock (1:37.56) Grant Turner (2:26.35) Simon Burnett (3:15.35)                   | 3:15.35      | 2        | 5      |      |
| 9    | Brasile       | Bruno Fratus (49.06) Nicolas Oliveira (1:37.26) Marcos Macedo (2:27.58) Marcelo Chierighini (3:16.28)      | 3:16.28      | 3        | 2      |      |
| 10   | Giappone      | Takurō Fujii (48.88) Shogo Hihara (1:37.71) Yoshihiro Okumura (2:27.34) Takeshi Matsuda (3:16.63)          | 3:16.63      | 1        | 6      |      |
| 11   | Svezia        | Stefan Nystrand (49.49) Petter Stymne (1:38.14) Lars Froelander (2:26.93) Robin Andreasson (3:17.07)       | 3:17.07      | 1        | 5      |      |
| 12   | Canada        | Brent Hayden (48.77) Colin Russell (1:37.97) Blake Worsley (2:27.25) Dominique Massiemartel (3:17.35)      | 3:17.35      | 2        | 6      |      |
| 13   | Cina          | Zhiwu Lu (49.19) Haiqi Jiang (1:39.33) Jianbin He (2:27.83) Enjian Zhang (3:17.56)                         | 3:17.56      | 3        | 6      |      |
| 14   | Venezuela     | Crox Ernesto Acuna (50.10) Octavio Alesi (1:40.16) Daniele Tirabassi (2:29.69) Cristian Quintero (3:19.18) | 3:19.18      | 3        | 7      |      |
| 15   | Slovenia      | Peter Mankoč (49.95) Robert Zbogar (1:40.91) Jan Karel Petric (2:34.57) Matjaz Markic (3:40.22)            | 3:40.22      | 2        | 7      |      |
| -    | Corea del Sud | non partita                                                                                                | non partita  | 1        | 2      |      |
| -    | Belgio        | squalificata                                                                                               | squalificata | 2        | 2      |      |

## Finale
| Pos. | Nazione     | Atleti | Corsia | Tempo   | Note |
| ---- | ----------- | --- | ------ | ------- | ---- |
|      | Australia   | James Magnussen (47.49) Matthew Targett (1:35.36) Matthew Abood (2:23.28) Eamon Sullivan (3:11.00)        | 2      | 3:11.00 |      |
|      | Francia     | Alain Bernard (48.75) Jérémy Stravius (1:36.53) William Meynard (2:23.92) Fabien Gilot (3:11.14)          | 4      | 3:11.14 |      |
|      | Stati Uniti | Michael Phelps (48.08) Garrett Weber-Gale (1:36.41) Jason Lezak (2:24.56) Nathan Adrian (3:11.96)         | 5      | 3:11.96 |      |
| 4    | Italia      | Luca Dotto (48.56) Marco Orsi (1:37.07) Michele Santucci (2:25.08) Filippo Magnini (3:12.39)              | 6      | 3:12.39 |      |
| 5    | Russia      | Evgeny Lagunov (48.89) Andrey Grechin (1:37.45) Nikita Lobintsev (2:24.90) Sergey Fesikov (3:12.99)       | 3      | 3:12.99 |      |
| 6    | Sudafrica   | Graeme Moore (48.15) Darian Townsend (1:35.91) Gideon Louw (2:23.82) Leith Shankland (3:13.38)            | 1      | 3:13.38 |      |
| 7    | Germania    | Markus Deibler (49.24) Benjamin Starke (1:38.46) Christoph Fildebrandt (2:26.91) Marco Di Carli (3:15.01) | 7      | 3:15.01 |      |
| 8    | Regno Unito | Adam Brown (49.05) Liam Tancock (1:37.65) Grant Turner (2:26.51) Simon Burnett (3:15.03)                  | 8      | 3:15.03 |      |